# Ferdinand Flodin
Ferdinand Flodin, född 10 februari 1863 i Stockholm, död 2 november 1935 i Stockholm, var en svensk fotograf och hovfotograf som hade sin verksamhet i Stockholm.

## Biografi
Ferdinand Flodin var en känd teaterfotograf och porträttfotograf. Hans utomhusbilder är däremot sällsynta. Sin utbildning fick han i USA åren 1883 till 1887. Mellan 1887 och 1889 drev han sin egen ateljé i Worcester utanför Boston. Tillbaka i Sverige stannade han ett tag hos fotografen Aron Jonason i Göteborg. 

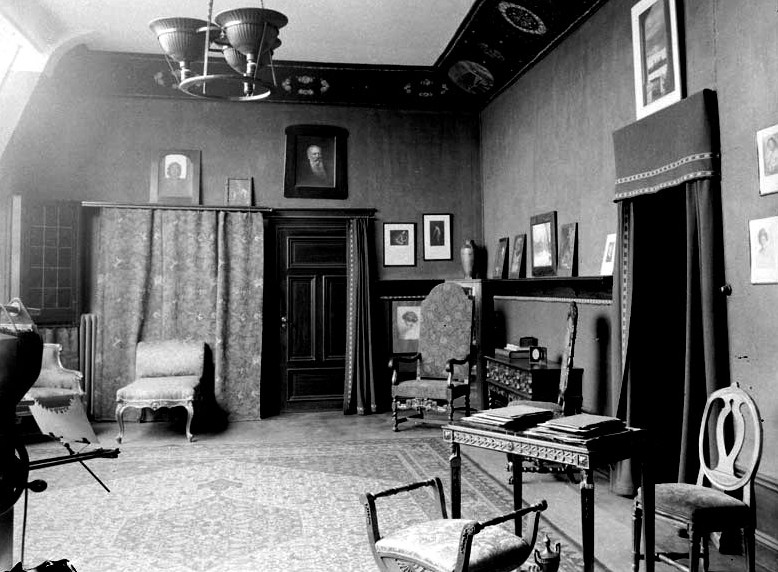
Ateljén vid Biblioteksgatan.

I Stockholm hade han först en ateljé vid Drottninggatan och från 1900 i den nybyggda fastigheten Rännilen 11, Biblioteksgatan 8. 1907 flyttade han in i sin ateljé vid Hamngatan som var utrustat med ett stort lutande ateljéfönster, det var en viktig nyhet för tiden. 
Vid 1900-talets början tävlade Flodin med Ateljé Jaeger om tätpositionen bland de förnäma porträttateljéerna i Stockholm. Hans porträttbilder är konstnärlig gestaltade, där fotografins grova korn blir till ett uttrycksmedel som påminner om ett grafisk blad.
År 1906 blev han sekreterare i det 1895 bildade Svenska Fotografers Förbund, den posten innehade han till 1915. Som sekreterare i förbundet skrev han en mängd artiklar oftast om tekniska nyheter eller om yrkesekonomiska frågor. En stor del av hans arbeten och samlingar finns på  Fotografiska museet (numera en del av Moderna museet) i Stockholm.